# Myzostoma pallidum
Myzostoma pallidum is een ringworm uit de familie Myzostomatidae.
Myzostoma pallidum werd in 1877 voor het eerst wetenschappelijk beschreven door Graff.